# جي. أ. رينولدز
جي. أ. رينولدز (بالإنجليزية: G. A. Reynolds)‏ هو رسام ومدرس أسترالي، ولد في 26 نوفمبر 1854، وتوفي في 8 أبريل 1939.